# 于特森
于特森（德語：Uetersen，發音：[ˈyːtɐzn̩] ⓘ）是德国石勒苏益格-荷尔斯泰因州平讷贝格县的城市，面积11.43平方千米，2023年12月31日人口为18,776人。
馬蒂亞斯·魯斯特於1987年從于特森出發開始進行他歷史性的飛行。